# Bolax phalerata
Bolax phalerata är en skalbaggsart som beskrevs av Hermann Burmeister 1844. Bolax phalerata ingår i släktet Bolax och familjen Rutelidae. Inga underarter finns listade.